# 2268 Szmytowna
A 2268 Szmytowna (ideiglenes jelöléssel 1942 VW) a Naprendszer kisbolygóövében található aszteroida. Liisi Oterma fedezte fel 1942. november 6-án.